# Seshat
Seshat és la "Senyora dels llibres", deessa de l'escriptura i de la història. En el seu rol associat a l'escriptura, aquesta divinitat es posicionà com a la protectora de les biblioteques. Tanmateix, era la deessa del destí o l'esdevenir, atès que la seva llar es trobava als peus de l'arbre còsmic, en la part més profunda de la volta celeste, al sud del cel, on s'unien el cel superior i l'inferior.
En aquell indret escrivia sobre les fulles de l'arbre els esdeveniments del futur i arxivava els esdeveniments passats. També mesurava el temps com a Senyora del Calendari i de l'Astronomia. De la mateixa manera, estava vinculada als constructors i arquitectes, era la "Senyora dels constructors". Aquesta divinitat també fou coneguda amb els noms de Sesat, Seshet, Sesheta, Seshata, Safkhet o Safekhet.

## Iconografia
Figura femenina amb un estel sobre el cap, rematada amb un arc i dues plomes, o dues banyes cap avall. Sosté una paleta d'escriba i un càlam, un petit capgròs i una fulla de palmera. Les seves vestidures consisitien en una pell de lleopard O VESTIT VERMELL

## Mitologia
Deessa arcaica coneguda des del període Tinita que tenia connotacions celestes. Era l'encarregada de calcular, orientar i mesurar els terrenys sagrats perquè es dugués a terme la seva correcta construcció, revisava els plànols i vigilava els estels per emetre els seus càlculs. Participava en el ritual de la “cerimònia de fundació” i el ritual d'“estirar la corda”. Era la consellera del faraó pel que fa a la fundació dels temples.
Companya de Thot, o Atum, posseïa poders màgics. Garantia la immortalitat del rei escrivint en l'anomenat arbre sagrat d'Heliòpolis, la Persea, és a dir, l'Arbre de la Vida, els anys de regnat del faraó.

## Sincretisme
Va ser considerada una forma d'Isis o de Neftis. En alguns textos apareix com la contrapartida femenina del déu Thot.

## Epítets
Era anomenada la "Senyora dels llibres", "Senyora de l'Escriptura", "Senyora de la casa dels Rotlles" i "Senyora dels constructors".

## Culte
Va ser venerada a Hermòpolis Magna.